# Ouzouer-le-Doyen
Ouzouer-le-Doyen is een gemeente in het Franse departement Loir-et-Cher (regio Centre-Val de Loire) en telt 199 inwoners (2004). De plaats maakt deel uit van het arrondissement Blois.

## Geografie
De oppervlakte van Ouzouer-le-Doyen bedraagt 16,0 km², de bevolkingsdichtheid is 12,4 inwoners per km².
De onderstaande kaart toont de ligging van Ouzouer-le-Doyen met de belangrijkste infrastructuur en aangrenzende gemeenten.

## Demografie
Onderstaande figuur toont het verloop van het inwonertal (bron: INSEE-tellingen).